# Dichocrocis orissusalis
Dichocrocis orissusalis là một loài bướm đêm trong họ Crambidae.